# Dictionnaire historique et critique
Le Dictionnaire historique et critique est une œuvre de Pierre Bayle publiée en 1697. Sa structure est originale et sa démarche préfigure l'Encyclopédie.

## Préparation
L'intention initiale de Pierre Bayle est de compléter et corriger le Grand Dictionnaire historique de Moréri, paru en 1674. Son exemplaire de travail est la cinquième édition, publiée à Lyon en 1688, à partir duquel il prend de nombreuses notes.

« Andrinople : Deux vers latins qui disent tout le contraire de ce qu'on en conclut.

Goulart: Article trop maigre.

Hortensia : Le Sénat n'avait pas mis un impôt sur les femmes, c'était les Triumvires qui avaient taxé les plus riches dames, Appien le rapporte. »

En 1692, Bayle publie le Projet et fragmens d'un dictionnaire critique, constitué d'une longue Épitre dédicatoire et de 22 articles à l'état d' L'accueil du public, qui attendait un ouvrage de raisonnement plutôt que de compilation, est très frais.
Leibniz résume les critiques :

« Le but est sans doute d'instruire le public ; or ce but se peut obtenir en redressant les fautes des autres, sans les marquer toujours. La plupart des lecteurs ne se soucient pas de savoir combien souvent Moréri a failli. Mais ils seront ravis de savoir qu'on ne leur donne jamais que des choses bien sûres, ou munies du moins de bons garants. Pour cet effet, je m'imagine que le meilleur serait de parler de la matière elle-même. »

Face à ces critiques, Bayle remanie totalement son projet, mais « sans en espérer grand succès. »

« J'ai changé mon plan, pour tâcher d'attraper mieux le goût du public. J'ai divisé ma composition en deux parties : l'une est purement historique, un narré succinct des faits. L'autre est un grand commentaire, un mélange de preuves et de discussions, où je fais entrer la censure de plusieurs fautes et quelquefois même une tirade de réflexions philosophiques ; en un mot, assez de variétés pour pouvoir croire que par un endroit ou par un autre chaque espèce de lecteur trouvera ce qui l’accommode. »

## Rédaction
En 1692, le conseil municipal de la ville de Rotterdam passe du côté orangiste. S'appuyant sur la condamnation par le consistoire de l'Église flamande de Rotterdam des Pensées diverses sur la comète, le maire Jacob van Zuylen van Nijevelt destitue Bayle de son poste à l'École illustre, et lui interdit d'enseigner en privé. Il est sauvé par l'éditeur de son Projet, Reinier Leers, qui lui offre une pension pendant la rédaction et la composition du Dictionnaire historique et critique.
Bayle exploite les Recueils qu'il tient depuis 1672, dans lesquels il empile références et citations, et sollicite le premier cercle de ses correspondants : Vincent Minutoli, Jacques Du Rondel, Theodoor Jansson van Almeloveen. À Paris, il est en relation avec François Janiçon, et par son intermédiaire avec Claude Nicaise, Étienne Baluze, Antoine Galland, Bernard de La Monnoye, Henri Basnage de Beauval, Jean-Baptiste Dubos ou Daniel de Larroque. Pour la deuxième édition s'y ajoutent entre autres Jean-Paul Bignon et Mathieu Marais.
Certains de ces correspondants fournissent même des articles complets, que Bayle leur attribue comme il se doit : « Perrot : Ces informations généalogiques sont tirées d'une lettre que Mr Frémont d'Ablancourt m'écrivit le 14 avril 1693. [...] Vérone : M. Baluze a eu la bonté de m'envoyer ce qu'on va lire. »
Tous travaillent dans l'esprit de La République des Lettres, œuvrant à la construction de la certitude dans le domaine de l'historiographie, fondée sur la convergence de témoignages vraisemblables.

« Une vérité de fait ne renverse-t-elle pas cent volumes de raisonnements spéculatifs ? Article Épicure, remarque (D) »

## Structure
Le Dictionnaire historique et critique a une structure unique qui se compose, pour chaque article :
- d'une partie historique, souvent assez courte, constituée de simples faits, sur une colonne, avec des appels de notes en majuscules
- d'une partie critique, fort longue, située juste en dessous, présentée sur deux colonnes en plus petits caractères, avec éventuellement des citations en italiques.
- de références bibliographiques, de renvois et parfois de petites remarques, en marges et en lecture directe.

Les 2 038 articles, de longueur très inégale sont complétés par10 350 notes marginales accompagnant les articles, et de 44 100 notes marginales rapportées aux remarques.
Cette recherche de lisibilité immédiate ressemble à une mise en scène du texte. Ses différentes parties, faciles à distinguer, permettent de manière aisée l'orientation et la navigation sur les pages.
Ce texte à plusieurs entrées, dépendantes les unes des autres, mais en même temps autonomes, compose un espace à la fois hiérarchisé, contraint et libre, dans lequel les remarques, par leur masse, leur nature et leur destination, sont en position centrale. Elles sont conçues pour apporter les sources du texte, et pour examiner de façon critique les informations transmises par d’autres auteurs, historiens, érudits, penseurs et théologiens. Ces remarques représentent l’outil principal pour remettre en question des aspects énoncés dans la partie historique.
Les renvois — pratique reprise plus tard par les auteurs de l'Encyclopédie — permettent de disperser le savoir entre plusieurs articles, et de créer un lien stable entre eux dans un réseau élaboré, reflétant la complexité de la connaissance. Le choix des renvois appartient à l'auteur, qui peut ainsi cacher des informations délicates et sensibles. Ce qui peut donner lieu à polémique, à critique voire à censure est moins facilement accessible dans un labyrinthe dont seul Bayle connait le plan.
L'utilisation fréquente de citations permet également de sélectionner et de publier des textes qui ont fait polémique, tout en adoptant la position d'humble copiste. Mais le choix de ces citations — toujours scrupuleusement étayées par des références bibliographiques correctes et complètes — est éloquent, et permet de reconstituer l'opinion de Bayle, soit qu'il utilise un passage d'autrui pour étayer son propre discours, soit qu'il le critique en démontrant ses défauts.
Bayle ne se contente pas d'établir la vérité historique, mais saisit la moindre occasion pour faire des digressions, raconter, interroger ou poser des questions rhétoriques. Comme par exemple dans l'article David : « Que dirions-nous aujourd’hui d’un prince du sang de France qui, étant disgracié à la cour, se sauverait où il pourrait avec les amis qui voudraient bien être les compagnons de sa fortune ? [...] Peut-on nier que cette manière de guerre ne soit blâmable ? Les Turcs et les Tartares n’ont ils pas un peu plus d’humanité ? » Ou dans l'article Fronton : « Jugeons de ces siècles-là par le XVIe et par le XVIIe. Où sont les gens qui répandent plus furieusement les accusations les plus fausses et les plus atroces contre le parti contraire, que ceux qui possèdent le royaume de la déclamation ? N’étaient-ce pas eux qui dans le XVIe siècle calomniaient le plus hardiment les protestants ? » Bayle se sert de la dynamique de cette rhétorique afin de produire une atmosphère de suspense, de convivialité, de critique et de dialogue, tout en amenant le lecteur à la conclusion qu'il considère nécessaire et logique, comme dans la maïeutique de Socrate.
Cette dynamique est propre à Bayle, et ses continuateurs ne sont pas capables de l'imiter, ce qui provoque l'indignation de Voltaire : « Je fus indigné de l'insolence du compilateur nommé Chauffepié, qui croyait avoir continué le dictionnaire de Bayle. Les dictionnaires sont faits pour être les dépôts des sciences, et non les greffes d'une chambre criminelle. »
Avec sa manière de stimuler la réflexion du lecteur afin d'en faire une personne critique capable de raisonner de façon autonome, Bayle est un prédécesseur des Lumières. Mais il ne cherche pas à faire des prosélytes. Son mode d’écriture témoigne d’un souci de préserver la liberté de conscience du lecteur. Ainsi ses erreurs, si erreurs il y a, seront sans conséquence.

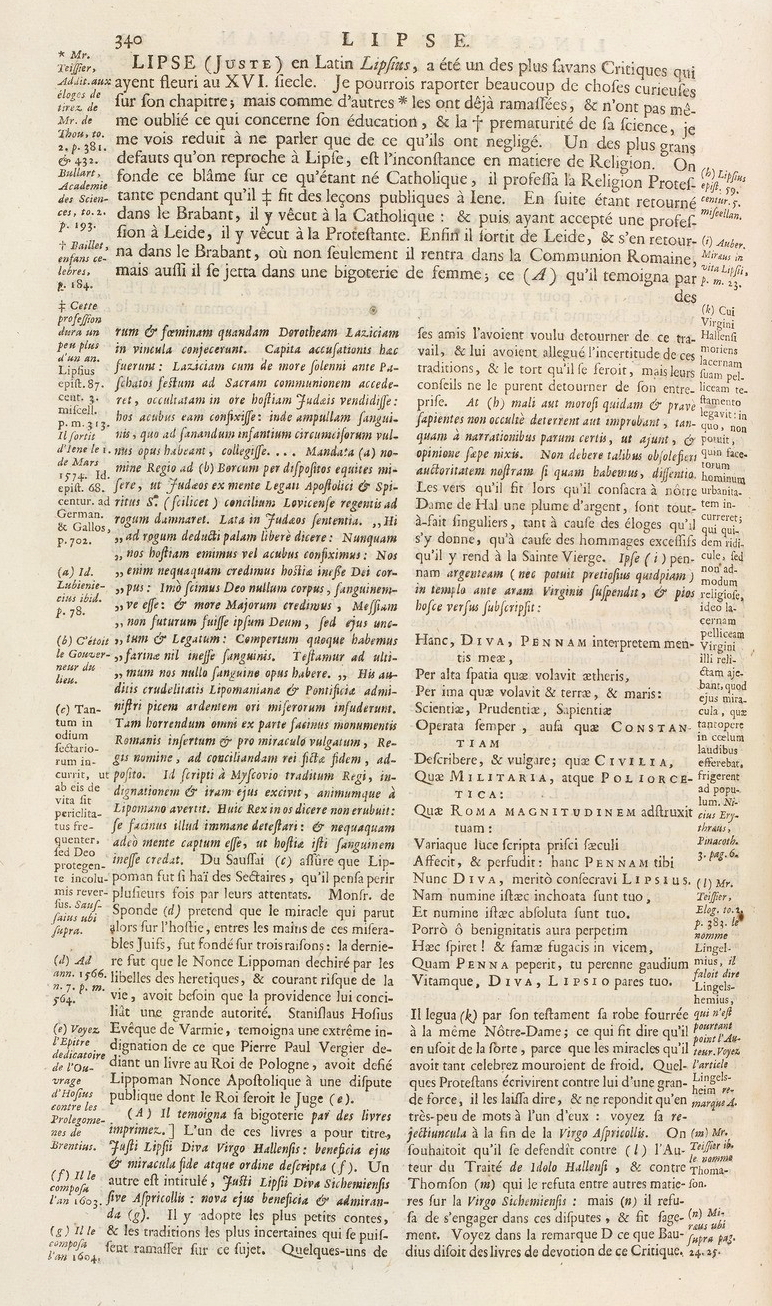
Article Lipse, édition originale, 1697
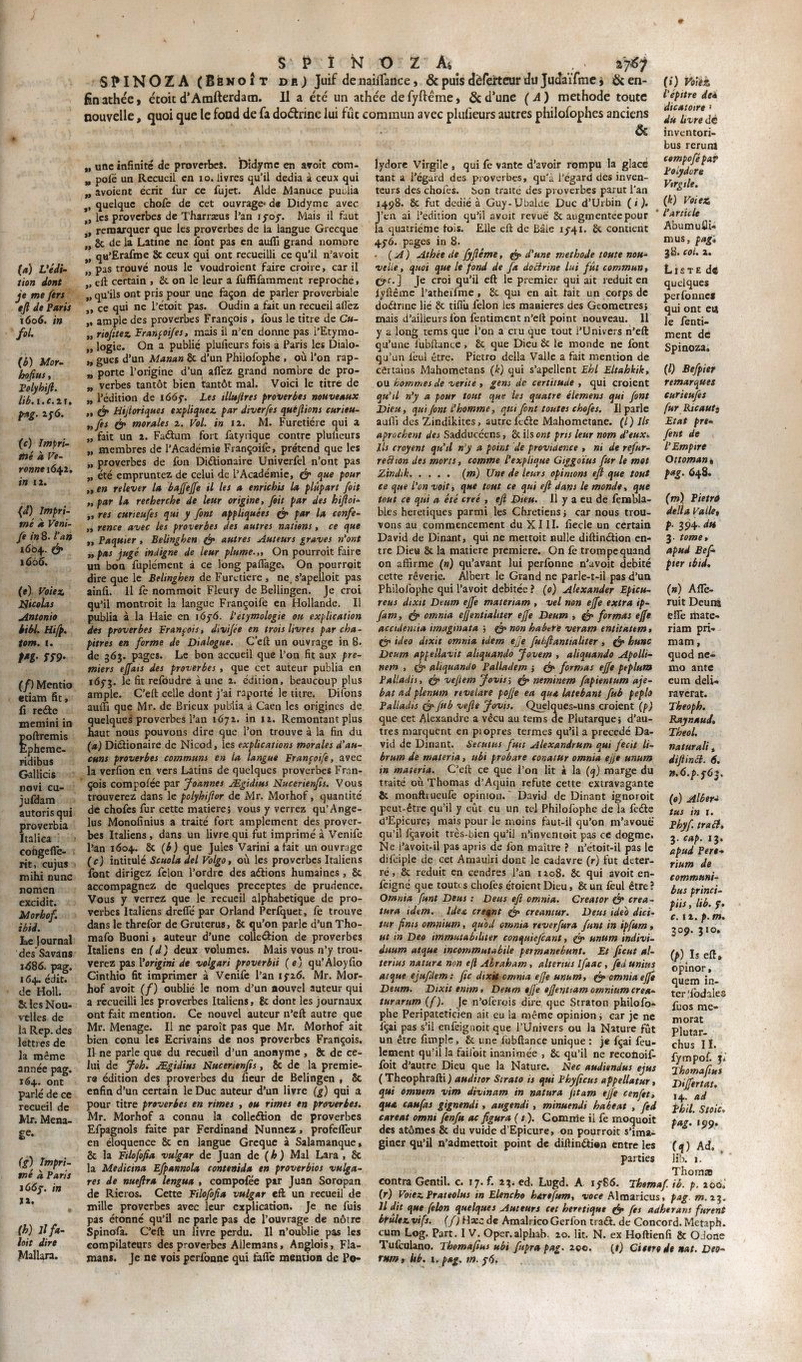
Article Spinoza, édition de 1702
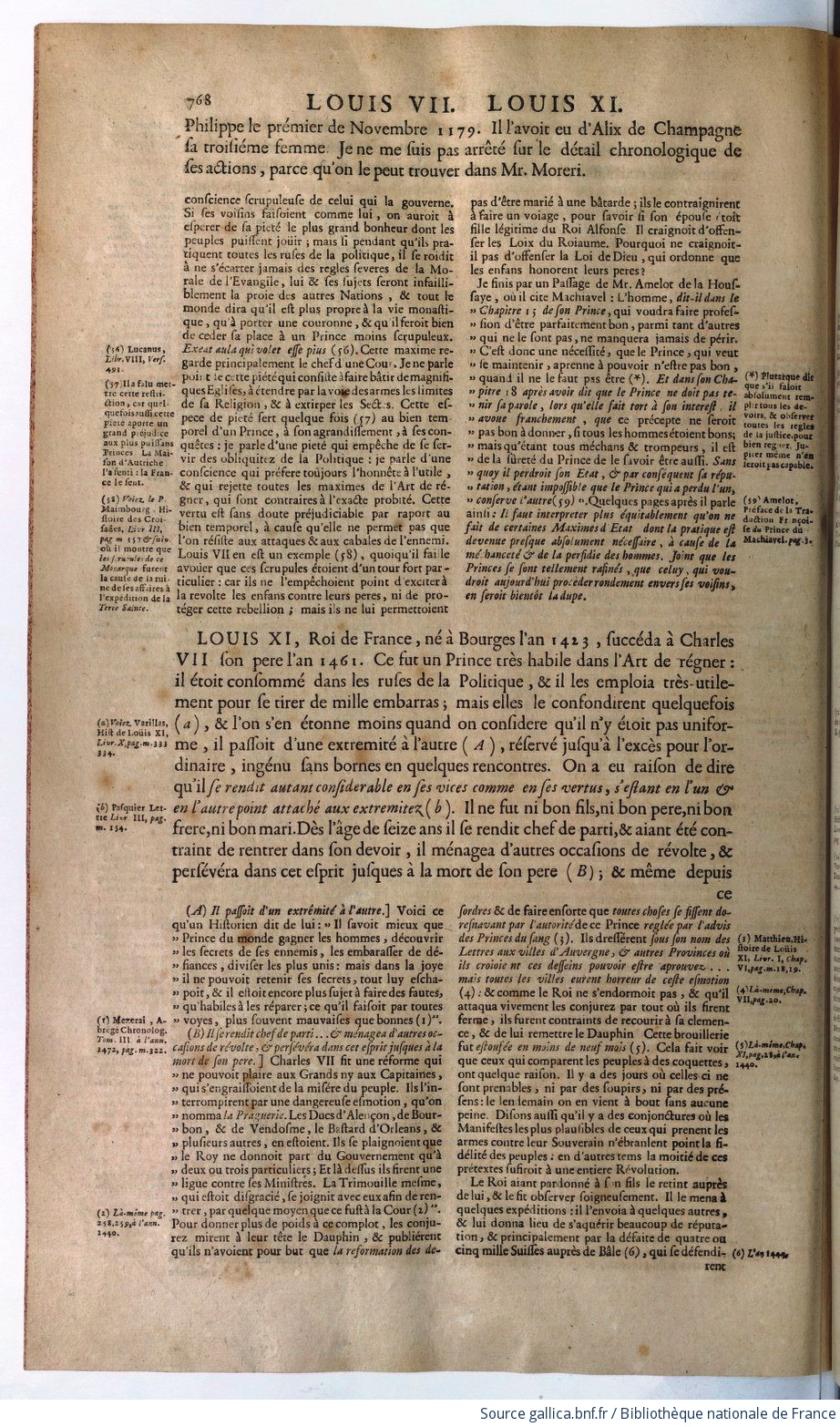
Article Louis XI, édition de 1734

La mise en page originelle est conservée jusqu'à l'édition de 1820, dans laquelle textes et remarques sont présentés sur deux colonnes, avec les références bibliographiques et les renvois en bas d'article.

## Contenu

### Histoire

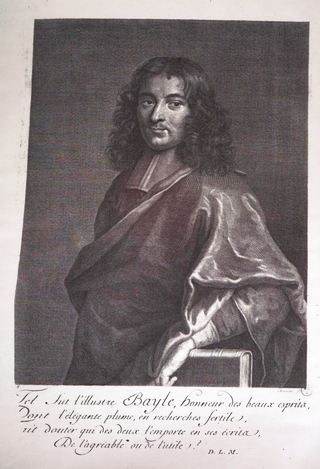
Portrait de Bayle dans l'édition de 1715

Le Dictionnaire comporte des articles sur des théologiens catholiques (Augustin, Jansénius), et réformés (Luther, Calvin, Bèze, Bucer, Amyraut), sur les hétérodoxes (Anabaptistes, Ochin, Socin, Alciat, Blandrata, Gentili, Coornhert) ainsi que sur une foule de sectes (Adamites, Picards, Turlupins). De longs articles sont consacrés aux grandes figures de la Bible (Abraham, Ève, David), à certains personnages mythologiques (Jupiter, Junon, Hélène, Ajax, Hercule). Ceux consacrés aux philosophes anciens (Démocrite, Épicure, Chrysippe, Leucippe, Pyrrhon) permettent d'examiner la cohérence de leurs doctrines et de les confronter aux systèmes modernes. Bayle cherche moins à faire l'histoire des systèmes philosophiques qu'à constituer le catalogue des points sur lesquels la doctrine chrétienne se heurte à la rationalité philosophique.
On cherche en vain des articles dédiés à Socrate, Platon, Montaigne, Richelieu, Mazarin, Descartes, Corneille ou Racine, mais ils sont cités dans de nombreux autres articles. Le but n'est pas de rédiger un dictionnaire complet, mais de corriger les erreurs et les lacunes des précédents compilateurs sur les sujets qu'ils avaient retenus. La présentation alphabétique donne une grande liberté. Bayle choisit les personnages sur lesquels il veut écrire un article et donc les sujets qu’il veut traiter, car il ne s’intéresse pas à l’histoire complète ou à l’ordre chronologique qui montrerait une chaîne de causes et d'effets. Sa conception de l'histoire accorde une place déterminante aux individus.

### Religion
Malgré son titre, ni l'histoire ni la critique ne représentent l'essentiel du Dictionnaire. La religion, et singulièrement le christianisme, occupe la première place. Si la conception qu'a Bayle de la religion est critique, sa vision reste avant tout religieuse. Il dirige ses attaques contre les fausses croyances qui dénaturent ou concurrencent le christianisme, mais ne le remet pas en cause frontalement. Si Bayle relève des contradictions entre religion d'une part, conduite morale et politique de l'autre, il considère qu'elles ne proviennent pas d'éventuelles insuffisances de la première. Lui qui, en tant que calviniste se fait une très haute idée de l'Évangile et une très basse de l'homme, en voit l'explication dans cette différence. Et s'il lui arrive de condamner l'attitude intolérante et absurde des Églises chrétiennes, c'est au nom de la religion même qu'elles prétendent pratiquer. Bayle estime qu'elles l'ont ramenée au niveau de l'homme et de ses faiblesses, si éloignées de la pureté du véritable service de Dieu.
Cependant, ses positions restent ambigües. Il doit assumer simultanément les conclusions philosophiques d’une pensée émancipée des normes dogmatiques, et les engagements religieux du chrétien qui revendique l’intégrité de sa foi. À la différence de la plupart de ses contemporains qui soit penchent d’un côté ou de l’autre, soit cherchent à réconcilier l’un et l’autre, Bayle refuse de renoncer à l’exercice de la raison dans son domaine, ou à celui de la foi dans le sien, en même temps qu’il prend acte de l’impossibilité dans laquelle l’homme se trouve d’opérer une synthèse entre son savoir et sa croyance.

« Il faut nécessairement opter entre la philosophie et l’Évangile : si vous ne voulez rien croire que ce qui est évident et conforme aux notions communes, prenez la philosophie et quittez le christianisme ; si vous voulez croire les mystères incompréhensibles de la religion, prenez le christianisme, et quittez la philosophie ; car de posséder ensemble l’évidence et l’incompréhensibilité, c’est ce qui ne se peut, la combinaison de ces deux choses n’est guère plus impossible que la combinaison des commodités de la figure carrée et de la figure ronde . »

Cette position ne peut que lui amener soupçon ou anathème.

### Scepticisme
Bayle est profondément pessimiste. « Telle est la condition du genre humain qu’il n’y a pas à choisir entre le bien et le mal, mais entre le mal et le pire. » Pour lui, l'histoire n'est qu'un succession d'essors et de décadences : « Le monde est un véritable jeu de bascule ; tour à tour on y monte et on y descend. [...] D’ici à deux mille ans, si le monde dure autant, les réitérations continuelles de la bascule n’auront rien gagné sur le cœur humain. »
Il peut être qualifié de sceptique car, comme Montaigne ou Pyrrhon, il confronte par tous les moyens possibles opinions, arguments et faits qui se contredisent entre eux. Ce qui peut l'amener à exposer lesdites contradictions : « il y a au moins deux côtés de l’argument dans tout ce qu’il écrit et on peut trouver ailleurs des réfutations de presque tout ce qu’il a affirmé en quelque autre endroit. ». La conséquence  de cette attitude est la tolérance vis-à-vis des normes ou des valeurs des autres, qui induit la liberté de conscience.
Bayle reste, malgré cette attitude sceptique — qui est pour lui un outil d’analyse, et non pas un but en soi —, profondément enraciné dans le protestantisme, et défend l’idée que la raison humaine est limitée, de sorte que la révélation divine est nécessaire à la connaissance de la vérité. Cependant, il ne donne pas son assentiment à un dogme religieux sans avoir étudié l’argumentation sur laquelle il s’est fondé, une attitude qui scandalise tant protestants que catholiques.

## Réception
La première édition du Dictionnaire est dénoncée au consistoire de l'église Wallonne par l'ennemi juré de Bayle, le pasteur Pierre Jurieu, qui l'avait déjà attaqué pour ses écrits précédents. Sont relevées « des réflexions sales, des expressions et des questions peu honnêtes et quantités de citations obscènes. » L'article David « fait un portrait affreux de la conduite et du gouvernement de ce roi prophète », l'article Manichéens « tend même à combattre les thèses de tous les théologiens protestants », de même que ceux sur Pyrrhon, les athées et les épicuriens.
Pour éviter la censure, Bayle s'engage à corriger ce qu'on lui reproche, mais ne fait que peu de changements dans les éditions suivantes, à l'exception de la réécriture de l'article David. Cependant la version initiale de l'article est placée en appendice de la seconde édition. Des Éclaircissements sont insérés au dernier tome de l’ouvrage, faisant office de justification de l’auteur par lui-même.
Le Dictionnaire est interdit en France, car « plein de choses contre la Religion, non seulement Catholique mais Chrétienne, indépendamment des sectes, d'un libertinage très profane et dangereux, de fausseté sur les ministres et autres choses qui y ont du rapport ; qu'il y a des choses que la pudeur païenne ne peut pas souffrir, et diverses choses injurieuses à la France, au Roi, et à des personnes ou à des corps qui ne méritent pas pareil traitement. »
L'ouvrage est cependant un succès public, qui amène à de nombreuses éditons — officielles ou pirates, comme souvent au XVIIIe siècle — ainsi qu'à des traductions en anglais et en allemand. Sur 500 bibliothèques du XVIIIe siècle, 288 possèdent le dictionnaire de Bayle.
Il y a plusieurs catégories de lecteurs. D'une part les érudits qui s'attachent surtout aux détails et aux corrections méticuleusement annotés, ainsi qu'aux remarques et aux discussions philosophiques qu'elles entrainent. D'autre part les lecteurs curieux avides de connaissance. Pour eux, Bayle ajoute souvent, après une citation en grec ou en latin, un bref résumé du contenu en français. Pour attirer davantage de lecteurs, il insère de temps à autre quelques histoires obscènes à propos d'aventures amoureuses de courtisanes ou de maitresses royales.
Voltaire, qui cite Bayle en permanence dans ses écrits, est enthousiaste. Pour lui, Bayle a écrit « une espèce de dictionnaire de raisonnement. C'est le premier ouvrage de ce genre, où l'on puisse apprendre à penser. » Même s'il critique son style, il admire la construction du Dictionnaire, et le génie inimitable de Bayle : « C'est par son excellente manière de raisonner qu'il est surtout recommandable, non par sa manière d'écrire trop souvent diffuse, lâche, incorrecte, et d'une familiarité qui tombe quelquefois dans la bassesse ; dialecticien admirable, plus que profond philosophe. 0n a voulu continuer son dictionnaire ; mais on n'a pu l'imiter. Les continuateurs ont cru qu'il ne s'agissait que de compiler. Il fallait avoir le génie et la dialectique de Bayle pour oser travailler dans le même genre »
Certaines opinions du XXe siècle  rejoignent celle de Voltaire : « Bayle souhaite opposer une démarche de savant à la grande compilation de Moréri regorgeant d'erreurs. Sa démarche relève du cartésianisme. Il recherche le vrai en comparant les témoignages, en abordant les sources avec un esprit critique. Sa méthode intellectuelle reste cependant assez hasardeuse. Ses commentaires dévorent les articles. Il y a du pot-pourri dans cette œuvre d'érudition désordonnée, dont le grand mérite est néanmoins de privilégier l'époque contemporaine, puisque 60 % des articles concernent le XVIe et XVIIe siècles. Avec lui, le dictionnaire n'est désormais plus un état du monde depuis les origines, un inventaire de la mythologie et de la religion, un outil de propagande dédié à la Providence et au roi. Il s'impose comme une œuvre humaine destinée aux contemporains. »

## Éditions
Le Dictionnaire... a connu de nombreuses éditions. Celles de 1730 et 1740 sont considérées comme les éditions de référence.

### Projet
- 1692 : Projet et fragmens d'un dictionnaire critique, Rotterdam, Reinier Leers, 1692. Lire en ligne

### Texte complet

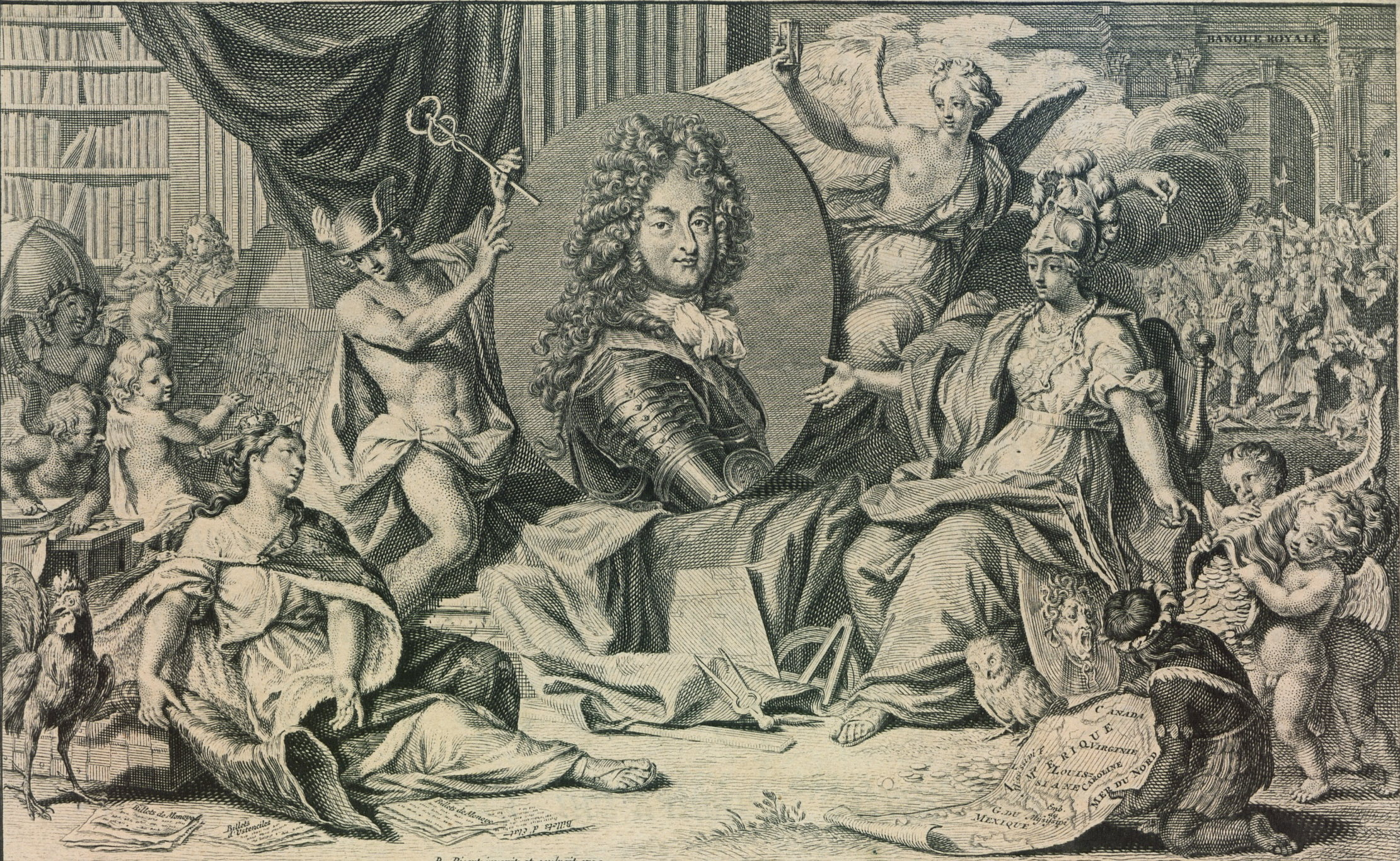
Vignette de Picard représentant le Duc d'Orléans. Dictionnaire de Bayle, Troisième édition, 1720

- 1697 : Première édition, Rotterdam, Reinier Leers, 1697. Tome I, première partie : A-B ; Tome I, seconde partie : C-G ; Tome II, première partie : H-O ; Tome II, seconde partie : P-Z
- 1702 : Seconde édition, revue, corrigée et augmentée par l'auteur, Rotterdam, Reinier Leers, 1702. Tome I : A-D ; Tome II : E-M ; Tome III : N-Z

— 1706 : Mort de Pierre Bayle —
- 1715 : Troisième édition, à laquelle on a ajouté la Vie de l'Auteur et mis les Additions & Corrections à leur place, Rotterdam, 1715. Tome I :  A-D ; Tome II : E-M ; Tome III : N-ZGenève, Fabri et Barrillot, édition pirate. Le tome I comprend la Préface de la première édition, les Avertissements de la seconde édition, une Histoire de M. Bayle et de ses ouvrages, une liste alphabétique des articles et un portrait de Bayle. Un Supplément paraît en 1722. (Lire en ligne)Vignette de Picard représentant le Duc d'Orléans. Dictionnaire de Bayle, Troisième édition, 1720
- 1720 : Troisième édition[41], revue et corrigée et augmentée par l'auteur, Rotterdam, Michel Bohm, 1720. Tome I : A-C ; Tome II : D-L ; Tome III : M-S ; Tome IV : T-ZComprend une vignette de Bernard Picart et une dédicace au Duc d'Orléans.
- 1730 : Quatrième édition, revue, corrigée et augmentée, avec la vie de l'auteur par Mr Des Maizeaux, Amsterdam, Brunel, Wetstein, Smith..., Leide, Luchtsmans, 1730. Tome I : A-B ; Tome II : C-L ; Tome III ; Tome IV
- 1734 : Cinquième édition, revue, corrigée et augmentée de remarques critiques, avec la vie de l'auteur par Mr Des Maizeaux, Amsterdam, par la Compagnie des Libraires, 1734. Tome I : A-B ; Tome II : B-F ; Tome III : G-L ; Tome IV : M-R ; Tome V : S-Z (contient une Table)Édition réalisée à Trévoux. Remarques critiques de l'abbé Le Clerc à la fin de chaque volume
- 1738 : Cinquième édition, revue, corrigée et augmentée de remarques critiques, avec la vie de l'auteur par Mr Des Maizeaux, Bâle, Brandmuller, 1738. Tome I : A-B ; Tome II : C-I ; Tome III : K-P ; Tome IV : Q-ZRéimpression pirate de l'édition de 1730
- 1740 : Cinquième édition, revue, corrigée et augmentée, avec la vie de l'auteur par Mr Des Maizeaux, Amsterdam, Brunel, Wetstein, Smith..., Leide, Luchtsmans, 1740. Tome I : A-B ; Tome II : C-L ; Tome III ; Tome IVRéimpression officielle de l'édition de 1730
- 1741 : Sixième édition, revue, corrigée et augmentée, avec la vie de l'auteur par Mr Des Maizeaux, Bâle, Brandmuller, 1741. Tome I : A-B ; Tome II : C-I ; Tome III : K-P ; Tome IV : Q-Z
- 1801 - 1804 : Dictionnaire historique et critique, Leipzig, Philipp Wolf, 8 volumes au format in-8[42].Édition inachevée qui se termine à l'article Hoornbeck.
- 1820 : (Beuchot) Dictionnaire historique et critique de Pierre Bayle, nouvelle édition, augmentée de notes extraites de Chaufepié, Joly, La Monnoie, Leduchat, L.-J. Leclerc, Prosper Marchand, etc., Desoer, 1820. Tome I ; Tome II ; Tome III ; Tome IV ; Tome V ; Tome VI ; Tome VII ; Tome VIII ; Tome IX ; Tome X ; Tome XI ; Tome XII ; Tome XIII ; Tome XIV ; Tome XV ; Tome XVILe Discours préliminaire se trouve au tome XVI
- 1830 : Dictionnaire historique et critique de Pierre Bayle. Nouvelle édition, augmentée de      notes extraites de Chaufepié, Joly, La Monnoie, Leduchat, L.-J. Leclerc, Prosper Marchand, etc., publiée par A-J.-Q. (Beuchot)[43].Édition inachevée qui s'arrête à l'article Alting
- 1995 :Dictionnaire historique et critique, avec la vie de l'auteur par Mr Des Maizeaux, Genève, Slatkine, 1995, 4 volumes.  (ISBN 2-05-101238-5)Fac-similé de l'édition de 1740

### Extraits
- Frédéric II de Prusse, Jean-Baptiste Boyer d'Argens, Extrait du Dictionnaire historique et critique de Bayle, divisé en deux volumes avec une préface, nouvelle édition augmentée, Berlin, Chrétien Frédéric Voss, 1765. Tome I. Tome II.
- Frédéric II de Prusse, Jean-Baptiste Boyer d'Argens], Extrait du Dictionnaire historique et critique de Bayle, divisé en deux volumes avec une préface, nouvelle édition augmentée, Berlin, Chrétien Frédéric Voss, 1767. Tome I. Tome II.
- Abbé de Bonnegarde, Dictionnaire historique et critique, ou Recherches sur la vie, le caractère, les mœurs et les opinions de plusieurs hommes célèbres, tirées des dictionnaires de Mrs. Bayle & Chaufepié, Lyon, Barret ; Paris, Delalain, 1771, 4 volumes. Tome I ; Tome II ; Tome III ; Tome IV
- Jacques Solé, Extraits du Dictionnaire historique et critique, Laffont, coll. « Libertés », 1972
- Alain Niderst, Dictionnaire historique et critique, extraits, Éditions sociales, coll. « Les Classiques du peuple », 1974
- Elisabeth Labrousse, Choix d'articles tirés du Dictionnaire historique et critique, Hildesheim, G. Olms, 2 volumes, 1982 (ISBN 3-487-07224-6)
- Antony McKenna, Pierre Bayle, témoin et conscience de son temps. Un choix d'articles du Dictionnaire historique et critique, Honoré Champion, 2001 (ISBN 978-2-7453-0313-4)
- J.-M Gros et J. Chomarat, Pierre Bayle : pour une histoire critique de la philosophie. Choix d'articles philosophiques du Dictionnaire historique et critique, Honoré Champion, 2001 (ISBN 978-2-7453-0422-3)
- Hubert Bost et Antony McKenna, Les Éclaircissements de Pierre Bayle. Édition des Éclaircissement du Dictionnaire historique et critique, Honoré Champion, 2010 (ISBN 978-2-7453-1884-8)[44]
- Dictionnaire historique et critique, Miscellanea philosophica, Les Belles-Lettres, 2015 (ISBN 978-2-25115003-1)Réédition de 33 entrées concernant la Philosophie et la Religion, avec la mise en page tabulaire originelle

### Analyse
- Laurent-Josse Le Clerc, Lettre critique sur le Dictionnaire de Bayle avec une préface qui contient un jugement de ce Dictionnaire, La Haye, 1732. Lire en ligne.
- Philippe-Louis Joly, Remarques critiques sur le Dictionnaire de Bayle, Paris, Guérin, 1748. Première partie : A-F ; Seconde partie : G-Z
- (De Marsy), Analyse raisonnée de Bayle, ou abrégé méthodique de ses ouvrages, particulièrement de son Dictionnaire historique et critique, dont les remarques ont été fondues dans le texte, pour former un corps instructif et agréable de lectures suivies, Londres, 1755. Tome I ; Tome II ; Tome III ; Tome IV

### Continuation
- Jacques-Georges de Chauffepié, Nouveau dictionnaire historique et critique pour servir de supplément ou de continuation au Dictionnaire historique et critique de Pierre Bayle, Amsterdam, Marc-Michel Rey ; La Haye, Pierre de Hondt, 1750-1756. Tome I : A-BL ; Tome II : BO-H ; Tome III : I-P ; Tome IV : Q-Z

### Traductions

#### Anglais
- An historical and critical dictionary. By Monsieur Bayle. Translated into English, with many additions and corrections, made by the author himself, that are not in the French editions, London, Printed for C. Harper, D. Brown, etc., 1710, 4 volumes (traduction depuis la seconde édition)[45].
- The Dictionary Historical and Critical of Mr Peter Bayle. Second edition. To which is prefixed the life of the author, revised, corrected and enlarged, by Des Maizeaux, London, J. J. & P. Knapton, etc., 1734-1738, 5 volumes[46].
- A General Dictionary, Historical and Critical; in which a new and accurate translation of that of ... Mr. Bayle ... is included, and interspersed with several thousand lives never before published ... With reflections on such passages of Mr. Bayle, as seem to favour scepticism and the Manichee system. By the Rev. J. P. Bernard ... Rev. Thomas Birch ... John Lockman, and other hands, and the articles relating to Oriental history by George Sale, London, G. Strahan, etc., 1734-1741, 10 Page de titre de l'édition allemande, Leipzig, 1741volumes[47].

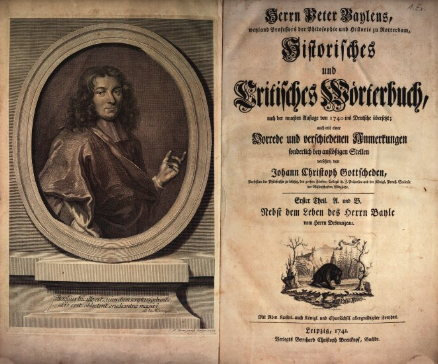
Page de titre de l'édition allemande, Leipzig, 1741

#### Allemand
- Historisches und critisches [kritisches] Wörterbuch / Pierre Bayle. Nach d. neuesten Aufl. von 1740 ins Dt. übers.; auch mit e. Vorrede u. verschiedenen Anm. versehen von Johann Christoph Gottsched, Leipzig, 1741-1744, 4 volumes. (traduction de l'édition de 1740). Tome I : A-B ; Tome II : C-J ; Tome III : K-P ; Tome IV : Q-Z.

### Ouvrages
- Hubert Bots, Critique, savoir et érudition à la veille des Lumières; Le Dictionnaire historique et critique de Pierre Bayle, Amsterdam et Maarssen, APA-Holland University Press, 1998 (ISBN 90-302-1038-9)
- Alexandre Kojève, Identité et réalité dans le Dictionnaire de Pierre Bayle, Gallimard, 2010 (ISBN 978-2-07-012667-5)
- Élisabeth Labrousse, Pierre Bayle et l'instrument critique, Seghers, 1965
- (en) Helena Henrica Maria van Lieshout, The making of Pierre Bayle's Dictionnaire historique et critique, with a CD-Rom containing the "Dictionnaire"'s library and references between articles, Amsterdam, A. P. A.-Holland University Press, 2001
- Pierre Rétat, Le Dictionnaire de Bayle et la lutte philosophique au XVIIIe siècle, Les Belles Lettres, coll. « Bibliothèque de la Faculté des lettres de Lyon » (no 28), 1971
- Eva Rothenberger, Pierre Bayle et le Dictionnaire historique et critique, Université de Lorraine, Universität Augsburg,, 2018 (lire en ligne)
- Luc Weibel, Le Savoir et le corps, essai sur le Dictionnaire de Pierre Bayle, Dole, Presses Jurassiennes, 1975

### Articles
- Hubert Bost, « Le Dictionnaire historique et critique », dans Hubert Bost, Pierre Bayle et la religion, Presses Universitaires de France, 1994 (lire en ligne)
- Isabelle Delpla, « Le projet du Dictionnaire : Bayle et le principe de charité », dans Hubert Bost, Philippe de Robert, Pierre Bayle, citoyen du monde : de l’enfant du Carla à l’auteur du Dictionnaire, Honoré Champion, 1999 (lire en ligne)
- Victor Giraud, « Les étapes du XVIIIe siècle : du Dictionnaire de Bayle à l'Encyclopédie », Revue des Deux Mondes, vol. 22, no 2,‎ 1924 (lire en ligne)
- Jean-Michel Gros, « L'art d'écrire dans les Éclaircissements du Dictionnaire historique et critique de Pierre Bayle », Revue philosophique de la France et de l'étranger, no 130,‎ janvier 2005 (lire en ligne)
- Anthony Mckenna, « La Querelle entre Bayle et Jurieu », Cahiers du GADGES, no 9,‎ 2011 (lire en ligne)
- Antony Mckenna et al., « Le Dictionnaire historique et critique de Pierre Bayle », Université de Saint-Étienne,‎ 2017 (lire en ligne)
- Leif Nedergaard, « La genèse du Dictionnaire historique et critique de Pierre Bayle », Orbis Litterarum, vol. 13, no 2,‎ décembre 1958 (lire en ligne)
- Jacques Solé, « Religion et conception du monde dans le Dictionnaire de Bayle », Bulletin de la Société de l'Histoire du Protestantisme Français, nos 117 et 118,‎ 1971 et 1972 (lire en ligne) (Lire en ligne la deuxième partie)